# Wawrzeńczyce (Klein-Polen)
Wawrzeńczyce is een dorp in het Poolse woiwodschap Klein-Polen, in het district Krakowski. De plaats maakt deel uit van de gemeente Igołomia-Wawrzeńczyce.